# 2009 год в архитектуре

## Здания
- Завершено строительство Благовещенского собора в Воронеже.
- 26 мая — началось строительство музея Лувр Абу-Даби.
- 18 сентября — открылся железнодорожный вокзал Льеж-Гийемен (фр. Liège-Guillemins) в Льеже, Бельгия (архитектор Сантьяго Калатрава).
- ноябрь — завершено строительство здания Национального музея искусств XXI века в Риме
- 10 декабря — открыт Мост Сэмюэла Беккета в Дублине (архитектор Сантьяго Калатрава).
- Открыт Музей Porsche.
- Открыт новый Стадион Янки.
- Открыт Музей Брандхорста.
- Модернизирован Соккер Сити (стадион).

## Скончались
- 9 января — Ян Каплицкий, чешский архитектор
- 23 февраля — Фен Сверре, норвежский архитектор